# Güey
Güey je rijeka u Venezueli. Ulijeva se jezero Valencia (endoreički bazen).